# Lijst van voetbalinterlands Roemenië - Sovjet-Unie
Deze lijst van voetbalinterlands is een overzicht van alle officiële voetbalwedstrijden tussen de nationale teams van Roemenië en de Sovjet-Unie. De landen speelden negen keer tegen elkaar. De eerste ontmoeting, een vriendschappelijke wedstrijd, werd gespeeld in Moskou op 1 juni 1957. Het laatste duel, eveneens een vriendschappelijke wedstrijd, vond plaats op 29 augustus 1990 in Moskou.

## Wedstrijden
| № | Plaats    | Datum            | Competitie        | Wedstrijd              | Uitslag |
| - | --------- | ---------------- | ----------------- | ---------------------- | ------- |
| 1 | Moskou    | 1 juni 1957      | Vriendschappelijk | Sovjet-Unie – Roemenië | 1 – 1   |
| 2 | Kiev      | 18 april 1973    | Vriendschappelijk | Sovjet-Unie – Roemenië | 2 – 0   |
| 3 | Boekarest | 29 november 1975 | Vriendschappelijk | Roemenië – Sovjet-Unie | 2 – 2   |
| 4 | Boekarest | 14 mei 1978      | Vriendschappelijk | Roemenië – Sovjet-Unie | 0 – 1   |
| 5 | Moskou    | 14 oktober 1979  | Vriendschappelijk | Sovjet-Unie – Roemenië | 3 – 1   |
| 6 | Moskou    | 7 augustus 1985  | Vriendschappelijk | Sovjet-Unie – Roemenië | 2 – 0   |
| 7 | Timișoara | 23 april 1986    | Vriendschappelijk | Roemenië – Sovjet-Unie | 2 – 1   |
| 8 | Bari      | 9 juni 1990      | WK 1990           | Roemenië – Sovjet-Unie | 2 – 0   |
| 9 | Moskou    | 29 augustus 1990 | Vriendschappelijk | Sovjet-Unie – Roemenië | 1 – 2   |

## Samenvatting
| Competitie        | Totaal gespeeld | Winst Roemenië | Gelijk | Winst Sovjet-Unie | Doelsaldo Roemenië – Sovjet-Unie |
| ----------------- | --------------- | -------------- | ------ | ----------------- | -------------------------------- |
| WK-eindronde      | 1               | 1              | 0      | 0                 | 2 − 0                            |
| Vriendschappelijk | 8               | 2              | 2      | 4                 | 8 − 13                           |
| Totaal            | 9               | 3              | 2      | 4                 | 10 − 13                          |

## Details

### Negende ontmoeting
| Vriendschappelijk (Moskou, Sovjet-Unie, 29 augustus 1990): |       |                                            |
| Sovjet-Unie                                                | 1 – 2 | Roemenië                                   |
| Aleksej Michailitsjenko 71'                                | goals | 13' (pen.) Marius Lăcătuș 64' Ioan Lupescu |